# Nekrolog Oktober 2021
Nekrolog
◄◄
| ◄
| 2017
| 2018
| 2019
| 2020
| 2021 | 2022 | 2023 | 2024 | 2025
Januar |
Februar |
März |
April |
Mai |
Juni |
Juli |
August |
September |
Oktober |
November |
Dezember 2021
Weitere Ereignisse | Allgemeiner Nekrolog 2021
Die Beschreibung der verstorbenen Person sollte so kurz wie möglich gehalten sein und nur deren signifikante Tätigkeit(en) enthalten.
Neue Namen ggf. auch unter dem Geburts- und Sterbedatum, also etwa unter 1. Januar und im Geburts- und Sterbejahr (2024) eintragen (nur bei entsprechender großer Wichtigkeit). Für Beispiele siehe die schon vorhandenen Artikel.
Außerdem über die fünf zuletzt Verstorbenen, zu denen es einen ausreichend guten Artikel für eine Präsentation auf der Hauptseite gibt, nach der todesbedingten Überarbeitung der Artikel ggf. auch unter Wikipedia Diskussion:Hauptseite informieren und sie am besten auch in den anderen Wikipedia-Sprachversionen eintragen. Tipp: Regelmäßig bei news.google.de nach „ist tot“, „gestorben“ oder „verstorben“ suchen.
Wenn eine Person gestorben ist, gibt es viele Seiten zu dieser Person in der Wikipedia, die davon auch betroffen sind und entsprechend aktualisiert werden müssen. Beispiele: Namenübersichtsseite, Geburtsjahr, Geburtsort-Seiten und viele mehr.
Wie finde ich die betroffenen Seiten?
Im Suchfeld auf der linken Seite gibt man den Suchbegriff so ein: „Vorname Nachname“. Dann klickt man auf Volltext und alle Seiten mit entsprechendem Suchtext werden aufgerufen. Hier sieht man dann schnell, wo auch das Todesjahr Sinn macht oder sogar ein Teil des Artikels angepasst werden muss. Auch hilft das „Werkzeug“ auf der linken Seite sehr gut, um solche Seiten aufzufinden: „Links auf diese Seite“. Somit ist die Wikipedia wieder aktuell in allen Bereichen! Hinweis: bei Eintragung der Kategorie „Gestorben JAHR“ wird der Missbrauchsfilter 49 ausgelöst, was jedoch nicht schlimm ist. Siehe: Spezial:Missbrauchsfilter/49
Dies ist eine Liste von im Oktober 2021 verstorbenen bekannten Persönlichkeiten. Die Einträge erfolgen innerhalb der einzelnen Daten alphabetisch sortiert. Tiere sind im Nekrolog für Tiere zu finden.

## Oktober
Bearbeitungshinweis: Neue Todesfälle bitte absteigend nach Tagen geordnet eintragen. Die Todesfälle desselben Tages bitte in alphabetischer Reihenfolge einfügen.
| Tag         | Name                           | Beruf, bekannt als                                                                     | Alter | Beleg |
| ----------- | ------------------------------ | -------------------------------------------------------------------------------------- | ----- | ----- |
| 31. Oktober | Doğan Akhanlı                  | türkisch-deutscher Schriftsteller                                                      | 64    |       |
| 31. Oktober | Hans van Amersfoort            | niederländischer Geograph                                                              | 84    |       |
| 31. Oktober | Ljubiša Avramelović            | jugoslawischer Boxer                                                                   | 64    |       |
| 31. Oktober | Mahmoud Ayoub                  | libanesischer Islamwissenschaftler                                                     | 86    |       |
| 31. Oktober | Frank L. Farrar                | US-amerikanischer Politiker                                                            | 92    |       |
| 31. Oktober | Lino Farrugia Sacco            | maltesischer Sportfunktionär und Jurist                                                | 72    |       |
| 31. Oktober | Mark Glaze                     | US-amerikanischer Jurist und Waffenkontrollaktivist                                    | 51    |       |
| 31. Oktober | Andreas Hirner                 | deutscher Mediziner                                                                    | 76    |       |
| 31. Oktober | Gerhard Hufnagel               | deutscher Politikwissenschaftler                                                       | 82    |       |
| 31. Oktober | Günter Katsch                  | deutscher Historiker                                                                   | 82    |       |
| 31. Oktober | Dorothy Manley                 | britische Sprinterin                                                                   | 94    |       |
| 31. Oktober | Francisco Ou                   | taiwanischer Politiker                                                                 | 81    |       |
| 31. Oktober | Kenneth Joseph Reckford        | US-amerikanischer Altphilologe                                                         | 88    |       |
| 31. Oktober | Graham Ross                    | britischer Elementarteilchenphysiker                                                   | ≈77   |       |
| 31. Oktober | Dean Shek                      | chinesischer Schauspieler und Produzent                                                | 91    |       |
| 31. Oktober | Catherine Tizard               | neuseeländische Politikerin                                                            | 90    |       |
| 31. Oktober | Aurel Vainer                   | rumänischer Repräsentant des Judentums                                                 | 89    |       |
| 31. Oktober | Włodzimierz Trams              | polnischer Basketballspieler                                                           | 77    |       |
| 30. Oktober | Pepi Bader                     | deutscher Bobsportler                                                                  | 80    |       |
| 30. Oktober | Aleksandra Bubicz-Mojsa        | polnische Opernsängerin                                                                | 54    |       |
| 30. Oktober | René Donoyan                   | französischer Fußballspieler                                                           | 81    |       |
| 30. Oktober | Tony Featherstone              | kanadischer Eishockeyspieler                                                           | 72    |       |
| 30. Oktober | Maurice Frilot                 | US-amerikanischer Boxer                                                                | 80    |       |
| 30. Oktober | Frank G. Hirschmann            | deutscher Historiker                                                                   | 66    |       |
| 30. Oktober | Göran Johansson                | schwedischer Ruderer                                                                   | 64    |       |
| 30. Oktober | Galina Lebedewa                | sowjetische bzw. russische Byzantinistin und Hochschullehrerin                         | 86    |       |
| 30. Oktober | Basílio do Nascimento          | osttimoresischer Bischof                                                               | 71    |       |
| 30. Oktober | Bert Newton                    | australischer Fernsehstar                                                              | 83    |       |
| 30. Oktober | Holger Obermann                | deutscher Fußballspieler und Moderator                                                 | 85    |       |
| 30. Oktober | Luigi Reitani                  | italienischer Literaturwissenschaftler, Übersetzer und Germanist                       | 62    |       |
| 30. Oktober | Jerry Remy                     | US-amerikanischer Baseballspieler und -kommentator                                     | 68    |       |
| 30. Oktober | Justus Rosenberg               | US-amerikanischer Linguist und Literaturwissenschaftler                                | 100   |       |
| 30. Oktober | Reinhard Roß                   | deutscher Politiker                                                                    | 71    |       |
| 30. Oktober | Helmuth Stocker                | österreichischer Politiker                                                             | 83    |       |
| 29. Oktober | Mehdi Cerba                    | algerischer Fußballspieler                                                             | 68    |       |
| 29. Oktober | Burrill L. Crohn               | US-amerikanischer Filmemacher                                                          | 87    |       |
| 29. Oktober | Rolf Dobischat                 | deutscher Pädagoge                                                                     | 71    |       |
| 29. Oktober | Adolf Eser                     | deutscher Wirtschaftsfunktionär                                                        | 85    |       |
| 29. Oktober | Klaus Hock                     | deutscher Jurist                                                                       | 71    |       |
| 29. Oktober | Herwig Maehler                 | deutscher Klassischer Philologe und Papyrusforscher                                    | 86    |       |
| 29. Oktober | Alexander Martyschkin          | sowjetischer Ruderer                                                                   | 78    |       |
| 29. Oktober | Edwin Mills                    | US-amerikanischer Wirtschaftswissenschaftler und Hochschullehrer                       | 93    |       |
| 29. Oktober | Clément Mouamba                | kongolesischer Politiker                                                               | 77    |       |
| 29. Oktober | Joachim Nemella                | österreichischer Soziologe                                                             | 69    |       |
| 29. Oktober | Herbert Obenaus                | deutscher Historiker                                                                   | 90    |       |
| 29. Oktober | Sándor Oszter                  | ungarischer Schauspieler                                                               | 73    |       |
| 29. Oktober | Winfried Pinger                | deutscher Rechtswissenschaftler und Politiker                                          | 89    |       |
| 29. Oktober | Puneeth Rajkumar               | indischer Schauspieler und Sänger                                                      | 46    |       |
| 29. Oktober | Lothar Schaudig                | deutscher Unternehmer, Film- und Fernsehproduzent                                      | 81    |       |
| 29. Oktober | Petre Sbârcea                  | rumänischer Dirigent                                                                   | 89    |       |
| 29. Oktober | Ronny Van De Vijver            | belgischer Radrennfahrer                                                               | 76    |       |
| 29. Oktober | Renato Zanettovich             | italienischer Violinist und Musikpädagoge                                              | 100   |       |
| 28. Oktober | Ali Baghbanbashi               | iranischer Leichtathlet                                                                | 97    |       |
| 28. Oktober | Barbara Bauer                  | deutsche Journalistin                                                                  | 63    |       |
| 28. Oktober | Lisa Brodyaga                  | US-amerikanische Juristin und Asylhelferin                                             | 81    |       |
| 28. Oktober | A. Linwood Holton              | US-amerikanischer Politiker                                                            | 98    |       |
| 28. Oktober | David Johnson                  | US-amerikanischer Komponist und Performer                                              | 81    |       |
| 28. Oktober | Walter Landin                  | deutscher Schriftsteller                                                               | 69    |       |
| 28. Oktober | João da Paula                  | portugiesischer Ruderer                                                                | 91    |       |
| 28. Oktober | Camille Saviola                | US-amerikanische Schauspielerin                                                        | 71    |       |
| 28. Oktober | Leif Vanggaard                 | dänischer Militärarzt                                                                  | 86    |       |
| 27. Oktober | Michael Bock                   | deutscher Kriminologe                                                                  | 71    |       |
| 27. Oktober | Georg Brenninger               | deutscher Theologe, Kirchenhistoriker und Sachbuchautor                                | 75    |       |
| 27. Oktober | Bob Ferry                      | US-amerikanischer Basketballspieler und -funktionär                                    | 84    |       |
| 27. Oktober | Bettina Gaus                   | deutsche Journalistin                                                                  | 64    |       |
| 27. Oktober | Lothar Heinemann               | deutscher Kardiologe und Epidemiologe                                                  | 80    |       |
| 27. Oktober | Michael Laughlin               | US-amerikanischer Regisseur und Drehbuchautor                                          | 82    |       |
| 27. Oktober | Letieres Leite                 | brasilianischer Komponist und Bandleader                                               | 61    |       |
| 27. Oktober | William J. Lennarz             | US-amerikanischer Biochemiker                                                          | 87    |       |
| 27. Oktober | Leonhard Müller                | deutscher Energiemanager                                                               | 92    |       |
| 27. Oktober | Toni Netzle                    | deutsche Volksschauspielerin und Gastronomin                                           | 91    |       |
| 27. Oktober | Bernd Nickel                   | deutscher Fußballspieler                                                               | 72    |       |
| 27. Oktober | Heinz Panzer                   | deutscher Dirigent                                                                     | 94    |       |
| 27. Oktober | Jörg Pfleiderer                | deutscher Astrophysiker                                                                | 90    |       |
| 27. Oktober | Andrzej Płonczyński            | polnischer Pianist, Arrangeur und Komponist                                            | 85    |       |
| 27. Oktober | Wakefield Poole                | US-amerikanischer Tänzer und Filmregisseur                                             | 85    |       |
| 27. Oktober | Peter John Rhodes              | britischer Althistoriker                                                               | 81    |       |
| 27. Oktober | Paul Smart                     | britischer Motorradrennfahrer                                                          | 78    |       |
| 27. Oktober | Max Stahl                      | britisch-osttimoresischer Journalist und Fernsehmoderator                              | 66    |       |
| 27. Oktober | Hugh P. Taylor                 | US-amerikanischer Geochemiker                                                          | 88    |       |
| 27. Oktober | Peter Zelinka                  | tschechoslowakischer Biathlet                                                          | 64    |       |
| 27. Oktober | Ludovic Zanoni                 | rumänischer Radrennfahrer                                                              | 86    |       |
| 26. Oktober | Alfred Bellebaum               | deutscher Soziologe                                                                    | 90    |       |
| 26. Oktober | Konrad Billwitz                | deutscher Geograph                                                                     | 83    |       |
| 26. Oktober | Gilberto Braga                 | brasilianischer Drehbuchautor                                                          | 75    |       |
| 26. Oktober | Linda Carlson                  | US-amerikanische Schauspielerin                                                        | 76    |       |
| 26. Oktober | Umberto Colombo                | italienischer Fußballspieler                                                           | 88    |       |
| 26. Oktober | James Economy                  | US-amerikanischer Chemiker und Materialwissenschaftler                                 | 92    |       |
| 26. Oktober | Lester Eriksson                | schwedischer Schwimmer                                                                 | 78    |       |
| 26. Oktober | Tiemen Groen                   | niederländischer Radrennfahrer                                                         | 75    |       |
| 26. Oktober | Rose Lee Maphis                | US-amerikanische Country-Musikerin                                                     | 98    |       |
| 26. Oktober | Werner Marschall               | deutscher Theologe und Kirchenhistoriker                                               | 94    |       |
| 26. Oktober | Nawaf Massalcha                | israelischer Politiker                                                                 | 77    |       |
| 26. Oktober | Richard McCray                 | US-amerikanischer Astronom und Astrophysiker                                           | 83    |       |
| 26. Oktober | Ludovica Modugno               | italienische Schauspielerin und Synchronsprecherin                                     | 72    |       |
| 26. Oktober | Albert Oesau                   | deutscher Botaniker und Bryologe                                                       | 82    |       |
| 26. Oktober | Roh Tae-woo                    | südkoreanischer Politiker                                                              | 88    |       |
| 26. Oktober | Mort Sahl                      | US-amerikanischer Comedian und Satiriker                                               | 94    |       |
| 26. Oktober | Walter Smith                   | schottischer Fußballspieler und -trainer                                               | 73    |       |
| 26. Oktober | Lil Terselius                  | schwedische Schauspielerin                                                             | 76    |       |
| 25. Oktober | Irene Crusius                  | deutsche Historikerin                                                                  | 89    |       |
| 25. Oktober | Roberto Dávila Uzcátegui       | venezolanischer Bischof                                                                | 91    |       |
| 25. Oktober | Fofi Gennimata                 | griechische Politikerin                                                                | 56    |       |
| 25. Oktober | Johannes Janota                | deutscher germanistischer Mediävist                                                    | 83    |       |
| 25. Oktober | Hans Kahlert                   | deutscher Schauspieler                                                                 | 87    |       |
| 25. Oktober | Martin Kunz                    | Schweizer Kunsthistoriker und Kurator                                                  | 74    |       |
| 25. Oktober | Ginny Mancini                  | US-amerikanische Sängerin und Philanthropin                                            | 97    |       |
| 25. Oktober | Seymour Michael Miller         | US-amerikanischer Soziologe                                                            | 98    |       |
| 25. Oktober | Julius Natterer                | deutscher Bauingenieur und Hochschullehrer                                             | 82    |       |
| 25. Oktober | Ivy Nicholson                  | US-amerikanisches Model und Schauspielerin                                             | 88    |       |
| 25. Oktober | Gerard Phalen                  | kanadischer Politiker                                                                  | 87    |       |
| 25. Oktober | Leopold Pospíšil               | US-amerikanischer Jurist und Rechtsanthropologe                                        | 98    |       |
| 25. Oktober | Ramona Rocks                   | deutsche Synchronsprecherin, Schauspielerin, Sängerin, Model und Comedian              | 42    |       |
| 25. Oktober | Aleksandar Schalamanow         | bulgarischer Fußballspieler und Skirennläufer                                          | 80    |       |
| 25. Oktober | Herman Schmid                  | schwedischer Soziologe, Friedensforscher und Politiker                                 | 81    |       |
| 25. Oktober | Ulrich Wilckens                | deutscher Theologe und Bischof                                                         | 93    |       |
| 24. Oktober | Fredrik Andersson Hed          | schwedischer Golfspieler                                                               | 49    |       |
| 24. Oktober | Arved Birnbaum                 | deutscher Schauspieler                                                                 | 59    |       |
| 24. Oktober | Willie Cobbs                   | US-amerikanischer Blues-Sänger und Mundharmonikaspieler                                | 89    |       |
| 24. Oktober | Kaya Han                       | südkoreanische Pianistin                                                               | 63    |       |
| 24. Oktober | Arnold Hano                    | US-amerikanischer Autor und Sportjournalist                                            | 99    |       |
| 24. Oktober | Georg Kieferle                 | deutscher Architekt und Diplomat                                                       | 91    |       |
| 24. Oktober | Matthias Kießling              | deutscher Sänger, Gitarrist, Keyboarder, Songschreiber und Komponist                   | 65    |       |
| 24. Oktober | Indira Nath                    | indische Immunologin                                                                   | 83    |       |
| 24. Oktober | Sonny Osborne                  | US-amerikanischer Bluegrass-Musiker und -Sänger                                        | 83    |       |
| 24. Oktober | Vinko Radovanović              | bosnischer Politiker und Diplomat                                                      | 64    |       |
| 24. Oktober | Gottfried Solderer             | italienischer Journalist und Verleger                                                  | 72    |       |
| 24. Oktober | Werner Sonntag                 | deutscher Journalist und Langstreckenläufer                                            | 95    |       |
| 24. Oktober | Sunao Tsuboi                   | japanischer Zeitzeuge und Friedensaktivist                                             | 96    |       |
| 24. Oktober | James Michael Tyler            | US-amerikanischer Schauspieler                                                         | 59    |       |
| 24. Oktober | Atanas Vangelov                | jugoslawischer bzw. nordmazedonischer Schriftsteller und Literaturwissenschaftler      | 75    |       |
| 24. Oktober | Günter Vojta                   | deutscher theoretischer Physiker                                                       | 93    |       |
| 24. Oktober | Erna de Vries                  | deutsche Holocaust-Überlebende und Zeitzeugin                                          | 98    |       |
| 24. Oktober | Ruth Zacharias                 | deutsche Pastorin und Leiterin des Taubblindendienstes der EKD                         | 81    |       |
| 23. Oktober | Mick Allan                     | australischer Ruderer                                                                  | 83    |       |
| 23. Oktober | Galina Beloserowa              | sowjetische Schauspielerin                                                             | 71    |       |
| 23. Oktober | Moncef Besbes                  | tunesischer Handballspieler                                                            | 71    |       |
| 23. Oktober | Tatjana Bestajewa              | sowjetische Schauspielerin                                                             | 84    |       |
| 23. Oktober | Alfredo Diez Nieto             | kubanischer Komponist und Hochschullehrer                                              | 102   |       |
| 23. Oktober | Theodore Geballe               | US-amerikanischer Physiker                                                             | 101   |       |
| 23. Oktober | Dieter Grosser                 | deutscher Politologe                                                                   | 92    |       |
| 23. Oktober | Dorit Hanak                    | österreichische Opernsängerin                                                          | 82    |       |
| 23. Oktober | Lothar Henselmann              | deutscher Kardiologe                                                                   | 88    |       |
| 23. Oktober | Maria-Eleonora Karsten         | deutsche Sozialpädagogin                                                               | 72    |       |
| 23. Oktober | Wendy Mitchinson               | kanadische Medizinhistorikerin                                                         | 73    |       |
| 23. Oktober | Jiří Opavský                   | tschechoslowakischer Radrennfahrer                                                     | 90    |       |
| 23. Oktober | Robert Petersen                | grönländischer Eskimologe und Sprachwissenschaftler                                    | 93    |       |
| 23. Oktober | Massimo Pradella               | italienischer Dirigent                                                                 | 96    |       |
| 23. Oktober | Alexander Rogoschkin           | russischer Filmregisseur                                                               | 72    |       |
| 23. Oktober | Michael Rutter                 | britischer Kinderpsychologe                                                            | 88    |       |
| 23. Oktober | Dominic Spera                  | US-amerikanischer Jazztrompeter                                                        | 89    |       |
| 23. Oktober | Sirkka Turkka                  | finnische Dichterin                                                                    | 82    |       |
| 23. Oktober | Peter Weygoldt                 | deutscher Zoologe                                                                      | 88    |       |
| 23. Oktober | Grant Woods                    | US-amerikanischer Politiker                                                            | 67    |       |
| 22. Oktober | Lilli Alanen                   | finnische Philosophin                                                                  | 80    |       |
| 22. Oktober | Jay Black                      | US-amerikanischer Sänger                                                               | 82    |       |
| 22. Oktober | Adolfo J. de Bold              | argentinisch-kanadischer Physiologe und Pathologe                                      | 79    |       |
| 22. Oktober | Martin Heller                  | Schweizer Kulturunternehmer                                                            | 68    |       |
| 22. Oktober | Herbert Lederer                | österreichischer Theatermacher                                                         | 95    |       |
| 22. Oktober | Nabiel Makarim                 | indonesischer Politiker                                                                | 75    |       |
| 22. Oktober | Reinhold Nickolaus             | deutscher Berufs- und Technikpädagoge                                                  | 69    |       |
| 22. Oktober | Álex Quiñónez                  | ecuadorianischer Leichtathlet                                                          | 32    |       |
| 22. Oktober | Peter Scolari                  | US-amerikanischer Schauspieler                                                         | 66    |       |
| 22. Oktober | Wjatscheslaw Wedenin           | sowjetischer Skilangläufer                                                             | 80    |       |
| 22. Oktober | Sara Wilford                   | US-amerikanische Psychologin                                                           | 89    |       |
| 22. Oktober | Udo Zimmermann                 | deutscher Komponist, Dirigent und Intendant                                            | 78    |       |
| 21. Oktober | William G. Conway              | US-amerikanischer Zoologe                                                              | 91    |       |
| 21. Oktober | Wacław Długoborski             | polnischer Historiker und KZ-Überlebender                                              | 95    |       |
| 21. Oktober | Einár                          | schwedischer Rapper                                                                    | 19    |       |
| 21. Oktober | Kathy Flores                   | US-amerikanische Rugbyspielerin und -trainerin                                         | 66    |       |
| 21. Oktober | Klaus Gallwitz                 | deutscher Kunsthistoriker und Kurator                                                  | 91    |       |
| 21. Oktober | Hartmut Geerken                | deutscher Musiker, Schriftsteller, Komponist, Publizist, Hörspielautor und Filmemacher | 82    |       |
| 21. Oktober | Bernard Haitink                | niederländischer Dirigent                                                              | 92    |       |
| 21. Oktober | Hasan Hanafi                   | ägyptischer Philosoph                                                                  | 86    |       |
| 21. Oktober | Martha Henry                   | kanadische Theaterschauspielerin                                                       | 83    |       |
| 21. Oktober | Halyna Hutchins                | US-amerikanisch-ukrainische Kamerafrau                                                 | 42    |       |
| 21. Oktober | Michihiko Kano                 | japanischer Politiker                                                                  | 79    |       |
| 21. Oktober | Alex Kraskewitz                | deutscher Fußballspieler                                                               | 84    |       |
| 21. Oktober | Pavel Liška                    | tschechisch-deutscher Kunsthistoriker, Hochschuldirektor und Publizist                 | 80    |       |
| 21. Oktober | Konstanze Petersmann           | deutsche Lyrikerin                                                                     | 79    |       |
| 21. Oktober | Burkhard Roberg                | deutscher Historiker                                                                   | 86    |       |
| 21. Oktober | Branimir Volfer                | jugoslawisch-deutscher Basketballtrainer                                               | 97    |       |
| 20. Oktober | Ewald Bubner                   | deutscher Architekt                                                                    | 89    |       |
| 20. Oktober | Mihály Csíkszentmihályi        | ungarischer Psychologe                                                                 | 87    |       |
| 20. Oktober | Carole Nelson Douglas          | US-amerikanische Autorin                                                               | 76    |       |
| 20. Oktober | Durul Gence                    | türkischer Musiker                                                                     | 81    |       |
| 20. Oktober | Wolfgang Götze                 | deutscher Physiker                                                                     | 84    |       |
| 20. Oktober | Michael Gruner                 | deutscher Regisseur und Intendant                                                      | 76    |       |
| 20. Oktober | Hans Haselböck                 | österreichischer Organist und Komponist                                                | 93    |       |
| 20. Oktober | Erich Kuß                      | deutscher Biochemiker und Laboratoriumsmediziner                                       | 94    |       |
| 20. Oktober | Miguel La Fay Bardi            | US-amerikanischer Bischof                                                              | 86    |       |
| 20. Oktober | Dragan Pantelić                | jugoslawischer Fußballspieler                                                          | 69    |       |
| 20. Oktober | Jerry Pinkney                  | US-amerikanischer Illustrator                                                          | 81    |       |
| 20. Oktober | Robert Thurston                | US-amerikanischer Science-Fiction-Autor                                                | 84    |       |
| 20. Oktober | Ingrid van Kranen              | niederländisch-südafrikanische Leichtathletin und Behindertensportlerin                | 55    |       |
| 19. Oktober | Vladimir Ajdačić               | jugoslawischer bzw. serbischer Physiker und Kinderbuchautor                            | 88    |       |
| 19. Oktober | Jack Angel                     | US-amerikanischer Schauspieler                                                         | 90    |       |
| 19. Oktober | Abdelouahed Belkeziz           | marokkanischer Anwalt, Politiker und Diplomat                                          | 82    |       |
| 19. Oktober | Shawn Bishop                   | kanadischer Physiker                                                                   | 49    |       |
| 19. Oktober | Leslie Bricusse                | britischer Komponist und Liedtexter                                                    | 90    |       |
| 19. Oktober | Hanuš Domanský                 | slowakischer Komponist                                                                 | 77    |       |
| 19. Oktober | Tamara Gudima                  | russische Politikerin                                                                  | 85    |       |
| 19. Oktober | Hanskarl Hoerning              | deutscher Autor, Schauspieler und Kabarettist                                          | 89    |       |
| 19. Oktober | Pierre Kerkhoffs               | niederländischer Fußballspieler                                                        | 85    |       |
| 19. Oktober | Branko Mamula                  | jugoslawischer Admiral und Politiker                                                   | 100   |       |
| 19. Oktober | Tullis C. Onstott              | US-amerikanischer Geowissenschaftler                                                   | 66    |       |
| 19. Oktober | Armanda Passos                 | portugiesische Malerin                                                                 | 77    |       |
| 19. Oktober | Donald L. Shaw                 | US-amerikanischer Kommunikationswissenschaftler                                        | 84    |       |
| 19. Oktober | Manfred Taube                  | deutscher Tibetologe                                                                   | 93    |       |
| 18. Oktober | Kjersti Alveberg               | norwegische Choreografin und Tänzerin                                                  | 73    |       |
| 18. Oktober | Christopher Ayres              | US-amerikanischer Schauspieler und Synchronsprecher                                    | 56    |       |
| 18. Oktober | Manuel Batakian                | griechischer Bischof                                                                   | 91    |       |
| 18. Oktober | Val Bisoglio                   | US-amerikanischer Schauspieler                                                         | 95    |       |
| 18. Oktober | Czesław Błaszak                | polnischer Biologe                                                                     | 79    |       |
| 18. Oktober | Ralph Carmichael               | US-amerikanischer Komponist and Arrangeur                                              | 94    |       |
| 18. Oktober | Franco Cerri                   | italienischer Jazzgitarrist                                                            | 95    |       |
| 18. Oktober | Jo-Carroll Dennison            | US-amerikanische Schauspielerin und Schönheitskönigin                                  | 97    |       |
| 18. Oktober | Edita Gruberová                | slowakische Opernsängerin                                                              | 74    |       |
| 18. Oktober | Richard Janney                 | deutscher Sprachwissenschaftler                                                        | 76    |       |
| 18. Oktober | Dieter Jungmichel              | deutscher Mediziner                                                                    | 90    |       |
| 18. Oktober | Willy Kemp                     | luxemburgischer Radrennfahrer                                                          | 95    |       |
| 18. Oktober | János Kornai                   | ungarischer Wirtschaftswissenschaftler                                                 | 93    |       |
| 18. Oktober | Werner Lambersy                | belgischer Dichter                                                                     | 79    |       |
| 18. Oktober | William Lucking                | US-amerikanischer Schauspieler                                                         | 80    |       |
| 18. Oktober | Pamela McCorduck               | US-amerikanische Journalistin und Sachbuchautorin                                      | 80    |       |
| 18. Oktober | Colin Powell                   | US-amerikanischer General und Politiker                                                | 84    |       |
| 18. Oktober | Renate-Charlotte Rabbethge     | deutsche Politikerin                                                                   | 91    |       |
| 18. Oktober | Kálmán Vánky                   | rumänischer Mykologe                                                                   | 91    |       |
| 18. Oktober | Sean Wainui                    | neuseeländischer Rugby-Union-Spieler                                                   | 25    |       |
| 18. Oktober | Bill Zeliff                    | US-amerikanischer Politiker                                                            | 85    |       |
| 17. Oktober | Ahmad Schah Ahmadzai           | afghanischer Politiker                                                                 | 77    |       |
| 17. Oktober | Anders Bodelsen                | dänischer Schriftsteller                                                               | 84    |       |
| 17. Oktober | Horst-Dieter Bolz              | deutscher Trompeter und Musikpädagoge                                                  | 85    |       |
| 17. Oktober | Chuck Bundrant                 | US-amerikanischer Unternehmer                                                          | 79    |       |
| 17. Oktober | Erhard Drachenberg             | deutscher Kunsthistoriker                                                              | 89    |       |
| 17. Oktober | Stefanie Gercke                | deutsch-südafrikanische Schriftstellerin                                               | 80    |       |
| 17. Oktober | Nina Grusinzewa                | sowjetische Kanutin                                                                    | 87    |       |
| 17. Oktober | Richard Hammer                 | US-amerikanischer Sachbuchautor                                                        | 93    |       |
| 17. Oktober | Fridtjof Kelber                | deutscher Politiker                                                                    | 83    |       |
| 17. Oktober | Brendan Kennelly               | irischer Lyriker und Schriftsteller                                                    | 85    |       |
| 17. Oktober | Helmut Korherr                 | österreichischer Schriftsteller                                                        | 71    |       |
| 17. Oktober | David M. Livingston            | US-amerikanischer Genetiker und Krebsforscher                                          | 80    |       |
| 17. Oktober | Linda Nash                     | US-amerikanische Umwelthistorikerin                                                    | 59    |       |
| 17. Oktober | Rolf Oberbeck                  | deutscher Fußballspieler                                                               | 83    |       |
| 17. Oktober | Ernie Ross                     | schottischer Politiker                                                                 | 79    |       |
| 17. Oktober | Karl-Hermann Steinberg         | deutscher Chemiker und Politiker                                                       | 80    |       |
| 17. Oktober | Eleonore von Trapp             | österreichisch-US-amerikanische Sängerin                                               | 90    |       |
| 17. Oktober | Léon Vandermeersch             | französischer Sinologe                                                                 | 93    |       |
| 17. Oktober | Robin Wood                     | paraguayischer Comic-Autor                                                             | 77    |       |
| 17. Oktober | Margaret York                  | US-amerikanische Polizeibeamtin                                                        | 80    |       |
| 16. Oktober | Peter Aust                     | österreichischer Fußballspieler                                                        | 78    |       |
| 16. Oktober | Leo Boivin                     | kanadischer Eishockeyspieler und -trainer                                              | 89    |       |
| 16. Oktober | Geoffrey Chater                | britischer Schauspieler                                                                | 100   |       |
| 16. Oktober | Gerhard Fuchs                  | deutscher Geographiedidaktiker                                                         | 82    |       |
| 16. Oktober | Claudia Gáldy                  | deutsche Synchronsprecherin, Theater- und Filmschauspielerin                           | 51    |       |
| 16. Oktober | Alan Hawkshaw                  | britischer Musiker und Filmkomponist                                                   | 84    |       |
| 16. Oktober | Ernst Hiestand                 | Schweizer Grafiker und Grafikdesigner                                                  | 86    |       |
| 16. Oktober | Stephen Karpiak                | US-amerikanischer Neurologe und Immunologe                                             | 74    |       |
| 16. Oktober | Betty Lynn                     | US-amerikanische Schauspielerin                                                        | 95    |       |
| 16. Oktober | Máire Mhac an tSaoi            | irische Sprachwissenschaftlerin und Dichterin                                          | 99    |       |
| 16. Oktober | Achille Perilli                | italienischer Maler und Grafiker                                                       | 94    |       |
| 16. Oktober | Wolfgang Remmele               | deutscher Pathologe                                                                    | 91    |       |
| 16. Oktober | Horst Sauerbruch               | deutscher Maler                                                                        | 80    |       |
| 16. Oktober | Ronnie Tutt                    | US-amerikanischer Schlagzeuger                                                         | 83    |       |
| 16. Oktober | Elisabeth Urbancic             | österreichische Kostümbildnerin                                                        | 96    |       |
| 15. Oktober | David Amess                    | britischer Politiker                                                                   | 69    |       |
| 15. Oktober | Dan Benishek                   | US-amerikanischer Politiker                                                            | 69    |       |
| 15. Oktober | Joanna Cameron                 | US-amerikanische Schauspielerin                                                        | 73    |       |
| 15. Oktober | Karen Casey                    | australische Künstlerin                                                                | 65    |       |
| 15. Oktober | Willie Garnett                 | britischer Saxophonist                                                                 | 85    |       |
| 15. Oktober | Youssef Ishaghpour             | iranischer Philosoph, Filmsoziologe und Filmkritiker                                   | 81    |       |
| 15. Oktober | Miguel de Oliveira             | brasilianischer Boxer                                                                  | 74    |       |
| 15. Oktober | Klaus Pinkau                   | deutscher Astrophysiker und Plasmaphysiker                                             | 90    |       |
| 15. Oktober | Ottó Prouza                    | ungarischer Volleyballspieler                                                          | 88    |       |
| 15. Oktober | Reinhold Roth                  | deutscher Motorradrennfahrer                                                           | 68    |       |
| 15. Oktober | Gerd Ruge                      | deutscher Journalist                                                                   | 93    |       |
| 15. Oktober | Christel Schaack               | deutsches Fotomodell und Schönheitskönigin                                             | 96    |       |
| 15. Oktober | Rudolf „Waggi“ Schneider       | deutscher Kontrabassist und -sänger                                                    | 87    |       |
| 15. Oktober | Dorothy Steel                  | US-amerikanische Schauspielerin                                                        | 95    |       |
| 15. Oktober | Jakob Strandheim               | norwegischer Widerstandskämpfer                                                        | 101   |       |
| 15. Oktober | Heinrich Tiefenbach            | deutscher Mediävist, Linguist und Philologe                                            | 77    |       |
| 15. Oktober | Siegfried Zepf                 | deutscher Mediziner und Psychoanalytiker                                               | 84    |       |
| 14. Oktober | Joseph Kofi Adda               | ghanaischer Politiker                                                                  | 65    |       |
| 14. Oktober | Christoph Beyertt              | deutscher Schauspieler                                                                 | 99    |       |
| 14. Oktober | Manfred Droste                 | deutscher Herausgeber und Verleger                                                     | 94    |       |
| 14. Oktober | Klaus Ganzer                   | deutscher Kirchenhistoriker                                                            | 89    |       |
| 14. Oktober | Peter Grossmann                | deutscher Bauforscher                                                                  | 88    |       |
| 14. Oktober | Lee Wan-koo                    | südkoreanischer Politiker                                                              | 71    |       |
| 14. Oktober | Otto Lehmann                   | Schweizer Zeichner und Maler                                                           | 78    |       |
| 14. Oktober | Guido Minicus                  | Schweizer Musiker                                                                      | 92    |       |
| 14. Oktober | Raymond Setlakwe               | kanadischer Politiker                                                                  | 93    |       |
| 14. Oktober | Walter Söhnlein                | deutscher Jurist und Verkehrsforscher                                                  | 89    |       |
| 14. Oktober | Traudl Stark                   | österreichische Schauspielerin und Kinderdarstellerin im deutschen Film                | 91    |       |
| 14. Oktober | Diane Weyermann                | US-amerikanische Filmproduzentin                                                       | 66    |       |
| 13. Oktober | Otis Armstrong                 | US-amerikanischer American-Football-Spieler                                            | 70    |       |
| 13. Oktober | Gerda van den Bosch            | niederländische Bildhauerin                                                            | 92    |       |
| 13. Oktober | Wiktor Brjuchanow              | sowjetischer Kerntechnikingenieur                                                      | 85    |       |
| 13. Oktober | Coronji Calhoun Sr.            | US-amerikanischer Schauspieler                                                         | 30    |       |
| 13. Oktober | Robert A. Divine               | US-amerikanischer Historiker                                                           | 92    |       |
| 13. Oktober | Ray Fosse                      | US-amerikanischer Baseballspieler                                                      | 74    |       |
| 13. Oktober | Helga Gentz                    | deutsche Filmeditorin                                                                  | 84    |       |
| 13. Oktober | Christoph Hars                 | deutscher Maschinenbauer und Hochschullehrer                                           | 84    |       |
| 13. Oktober | Eberhard Hauff                 | deutscher Regisseur, Drehbuchautor, Filmproduzent und -funktionär                      | 89    |       |
| 13. Oktober | Andrea Haugen                  | deutsch-norwegische Musikerin und Autorin                                              | 52    |       |
| 13. Oktober | Elga Kampfhenkel               | deutsche Politikerin                                                                   | 76    |       |
| 13. Oktober | Dale E. Kildee                 | US-amerikanischer Politiker                                                            | 92    |       |
| 13. Oktober | René Langel                    | Schweizer Jazzmusiker, Journalist und Festivalgründer                                  | 97    |       |
| 13. Oktober | Alexander Mühlen               | deutscher Diplomat und Autor                                                           | 79    |       |
| 13. Oktober | Gary Paulsen                   | US-amerikanischer Schriftsteller                                                       | 82    |       |
| 13. Oktober | Bela Rudenko                   | sowjetische Opernsängerin                                                              | 88    |       |
| 13. Oktober | Gerd Schönfeld                 | deutscher Schriftsteller und Kirchenmusiker                                            | 73    |       |
| 13. Oktober | Joerg E. Staufenbiel           | deutscher Sachbuchautor, Verleger und Personalberater                                  | 77    |       |
| 13. Oktober | Clem Tillion                   | US-amerikanischer Politiker (Alaska)                                                   | 96    |       |
| 13. Oktober | Fumio Yamamoto                 | japanische Schriftstellerin                                                            | 58    |       |
| 13. Oktober | Stephen Yang Xiangtai          | chinesischer Bischof                                                                   | 98    |       |
| 13. Oktober | Aloys Zumbrägel                | deutscher Politiker                                                                    | 83    |       |
| 12. Oktober | Raúl Baduel                    | venezolanischer Politiker und Militär                                                  | 66    |       |
| 12. Oktober | Dragutin Čermak                | jugoslawischer Basketballspieler                                                       | 77    |       |
| 12. Oktober | Raúl Coloma                    | chilenischer Fußballspieler                                                            | 93    |       |
| 12. Oktober | Hubert Germain                 | französischer Widerstandskämpfer und Politiker                                         | 101   |       |
| 12. Oktober | Julie L. Green                 | US-amerikanische Künstlerin                                                            | 60    |       |
| 12. Oktober | Martin Heusel                  | deutscher evangelischer Geistlicher und Kirchenpolitiker                               | 93    |       |
| 12. Oktober | Eddie Jaku                     | australischer Holocaustüberlebender                                                    | 101   |       |
| 12. Oktober | Margarete Jehn                 | deutsche Schriftstellerin und Liedermacherin                                           | 86    |       |
| 12. Oktober | René Langel                    | Schweizer Festivalgründer, Journalist, Jazzkritiker und Essayist                       | ≈97   |       |
| 12. Oktober | Paddy Moloney                  | irischer Musiker                                                                       | 83    |       |
| 12. Oktober | Chie Nakane                    | japanische Kulturanthropologin                                                         | 94    |       |
| 12. Oktober | Julija Nikolić                 | mazedonische Handballspielerin                                                         | 38    |       |
| 12. Oktober | Geert Jan van Oldenborgh       | niederländischer Klimaforscher                                                         | 59    |       |
| 12. Oktober | C. Sebastian Sommer            | deutscher Archäologe                                                                   | 65    |       |
| 12. Oktober | Hans Joachim Wiesenmüller      | deutscher Kulturwissenschaftler                                                        | 92    |       |
| 12. Oktober | George Balch Wilson            | US-amerikanischer Komponist und Musikpädagoge                                          | 94    |       |
| 11. Oktober | J. N. Adams                    | australischer Latinist                                                                 | 78    |       |
| 11. Oktober | Joseph R. Bertino              | US-amerikanischer Onkologe                                                             | 91    |       |
| 11. Oktober | Lukas David                    | österreichischer Violinist                                                             | 87    |       |
| 11. Oktober | Tony DeMarco                   | US-amerikanischer Boxer                                                                | 89    |       |
| 11. Oktober | Gerd Ehlers                    | deutscher Verwaltungsjurist                                                            | 74    |       |
| 11. Oktober | Deon Estus                     | US-amerikanischer Bassist                                                              | 65    |       |
| 11. Oktober | Anne Goldmann                  | österreichische Schriftstellerin                                                       | 59    |       |
| 11. Oktober | Brian Goldner                  | US-amerikanischer Manager                                                              | 58    |       |
| 11. Oktober | Kevin Hallett                  | australischer Schwimmer                                                                | 91    |       |
| 11. Oktober | Trevor Hemmings                | britischer Geschäftsmann                                                               | 86    |       |
| 11. Oktober | Frank Matakas                  | deutscher Psychiater                                                                   | 82    |       |
| 11. Oktober | Antônio Afonso de Miranda      | brasilianischer Bischof                                                                | 101   |       |
| 11. Oktober | Barry Mora                     | neuseeländischer Opernsänger                                                           | 81    |       |
| 11. Oktober | Ulrich Oevermann               | deutscher Soziologe                                                                    | 81    |       |
| 10. Oktober | Granville Adams                | US-amerikanischer Schauspieler                                                         | 58    |       |
| 10. Oktober | Beat Arnold                    | Schweizer Politiker                                                                    | 43    |       |
| 10. Oktober | Winfried Aufenanger            | deutscher Leichtathletiktrainer                                                        | 74    |       |
| 10. Oktober | Horst W. Blome                 | deutscher Kabarettist und Schauspieler                                                 | 83    |       |
| 10. Oktober | Toshirō Daigo                  | japanischer Judoka und Judotrainer                                                     | 95    |       |
| 10. Oktober | Bob Herron                     | US-amerikanischer Schauspieler und Stuntman                                            | 97    |       |
| 10. Oktober | Matthyas Jenny                 | Schweizer Autor, Verleger und Literaturaktivist                                        | 76    |       |
| 10. Oktober | David Kennedy                  | US-amerikanischer Werbeunternehmer                                                     | 82    |       |
| 10. Oktober | Abdul Kadir Khan               | pakistanischer Kernwaffentechniker                                                     | 85    |       |
| 10. Oktober | Steve Longworth                | englischer Snookerspieler                                                              | 73    |       |
| 10. Oktober | Luis de Pablo                  | spanischer Komponist und Musikpädagoge                                                 | 91    |       |
| 10. Oktober | Megan Rice                     | US-amerikanische Friedensaktivistin                                                    | 91    |       |
| 10. Oktober | Evelyn Richter                 | deutsche Fotografin                                                                    | 91    |       |
| 10. Oktober | Jörg Schilling                 | deutscher Softwareentwickler                                                           | 66    |       |
| 10. Oktober | Katharina Thiersch             | deutsche Denkmalpflegerin                                                              | 83    |       |
| 10. Oktober | Ruthie Tompson                 | US-amerikanische Animatorin                                                            | 111   |       |
| 9. Oktober  | Maxamed Dahir Afrax            | somalischer Schriftsteller und Journalist                                              | ≈69   |       |
| 9. Oktober  | Herbert Albrecht               | österreichischer Bildhauer                                                             | 94    |       |
| 9. Oktober  | Richard Albrecht               | deutscher Fußballspieler                                                               | 85    |       |
| 9. Oktober  | Abolhassan Banisadr            | iranischer Politiker                                                                   | 88    |       |
| 9. Oktober  | Garnett Brown                  | US-amerikanischer Jazz- und Fusionmusiker                                              | 85    |       |
| 9. Oktober  | Ricarlo Flanagan               | US-amerikanischer Schauspieler, Komiker und Rapper                                     | 40    |       |
| 9. Oktober  | Katrin Helwich                 | deutsche Fernsehjournalistin                                                           | 45    |       |
| 9. Oktober  | Helmut Herbst                  | deutscher Filmemacher                                                                  | 86    |       |
| 9. Oktober  | Jost Hermand                   | deutscher Literaturwissenschaftler und Kulturhistoriker                                | 91    |       |
| 9. Oktober  | Keitarō Hoshino                | japanischer Boxer                                                                      | 52    |       |
| 9. Oktober  | Tim Johnston                   | britischer Leichtathlet                                                                | 80    |       |
| 9. Oktober  | Shawn McLemore                 | US-amerikanischer Gospelsänger                                                         | 54    |       |
| 9. Oktober  | Dee Pop                        | US-amerikanischer Schlagzeuger                                                         | 65    |       |
| 9. Oktober  | Robert Werner Wagner           | deutscher Maler, Grafiker und Buchillustrator                                          | 84    |       |
| 8. Oktober  | Pauline Bart                   | US-amerikanische Soziologin                                                            | 91    |       |
| 8. Oktober  | Otto Bernhardt                 | deutscher Politiker                                                                    | 79    |       |
| 8. Oktober  | Zsuzsa Böszörményi             | ungarische Filmregisseurin                                                             | 60    |       |
| 8. Oktober  | Klaus Breuing                  | deutscher Puppenspieler, Puppengestalter und Autor                                     | 70    |       |
| 8. Oktober  | Anna-Dorothee von den Brincken | deutsche Historikerin                                                                  | 88    |       |
| 8. Oktober  | James L. Dye                   | US-amerikanischer Chemiker                                                             | 94    |       |
| 8. Oktober  | Rita Engelmann                 | deutsche Schauspielerin und Synchronsprecherin                                         | 78    |       |
| 8. Oktober  | Hermann A. Griesser            | österreichischer Journalist                                                            | 84    |       |
| 8. Oktober  | Hans Jürgen Hillen             | deutscher Altphilologe                                                                 | 94    |       |
| 8. Oktober  | Owen Luder                     | britischer Architekt                                                                   | 93    |       |
| 8. Oktober  | Tony MacMahon                  | irischer Akkordeonist und Fernsehmoderator                                             | 82    |       |
| 8. Oktober  | Arthur Mattuck                 | US-amerikanischer Mathematiker                                                         | 91    |       |
| 8. Oktober  | Henri Mitterand                | französischer Romanist                                                                 | 93    |       |
| 8. Oktober  | Rainer Nabielek                | deutscher Medizinhistoriker, Sexualwissenschaftler und Orientalist                     | 77    |       |
| 8. Oktober  | Raymond T. Odierno             | US-amerikanischer Militär                                                              | 67    |       |
| 8. Oktober  | Randall B. Ripley              | US-amerikanischer Politikwissenschaftler und Hochschullehrer                           | 83    |       |
| 8. Oktober  | Grigori Sanakojew              | sowjetischer bzw. russischer Fernschachspieler                                         | 86    |       |
| 8. Oktober  | Sandra Scarr                   | US-amerikanische Psychologin                                                           | 85    |       |
| 8. Oktober  | Sampei Shirato                 | japanischer Mangaka                                                                    | 89    |       |
| 8. Oktober  | Susanne Thurn                  | deutsche Geschichtsdidaktikerin                                                        | 74    |       |
| 7. Oktober  | James Brokenshire              | britischer Politiker                                                                   | 53    |       |
| 7. Oktober  | Chen Wenxin                    | chinesische Mikrobiologin                                                              | 95    |       |
| 7. Oktober  | Enzo Collotti                  | italienischer Historiker                                                               | 92    |       |
| 7. Oktober  | Karl-Josef Ernst               | deutscher Architekt                                                                    | 86    |       |
| 7. Oktober  | Rainer Holzschuh               | deutscher Journalist                                                                   | 77    |       |
| 7. Oktober  | Gunnar Ortmann                 | dänischer Diplomat                                                                     | 74    |       |
| 7. Oktober  | Eva Rönström                   | schwedische Turnerin                                                                   | 88    |       |
| 7. Oktober  | Myriam Sarachik                | US-amerikanische Physikerin                                                            | 88    |       |
| 7. Oktober  | Jan Shutan                     | US-amerikanische Schauspielerin                                                        | 88    |       |
| 7. Oktober  | Ralph Spinella                 | US-amerikanischer Fechter                                                              | 98    |       |
| 7. Oktober  | Louise Slade                   | US-amerikanische Lebensmittelchemikerin                                                | 74    |       |
| 7. Oktober  | Ronald S. Stroud               | kanadischer Althistoriker und Epigraphiker                                             | 88    |       |
| 7. Oktober  | Salvatore Veca                 | italienischer Philosoph                                                                | 77    |       |
| 7. Oktober  | Hans-Georg Wehling             | deutscher Politikwissenschaftler                                                       | 83    |       |
| 7. Oktober  | Petra Zais                     | deutsche Politikerin                                                                   | 64    |       |
| 6. Oktober  | Eva-Maria Alves                | deutsche Schriftstellerin                                                              | 81    |       |
| 6. Oktober  | Tomoyasu Asaoka                | japanischer Fußballspieler                                                             | 59    |       |
| 6. Oktober  | Martin Blume                   | US-amerikanischer Physiker                                                             | 89    |       |
| 6. Oktober  | Gerald Home                    | britischer Schauspieler                                                                | 70    |       |
| 6. Oktober  | Erinna König                   | deutsche Malerin                                                                       | 74    |       |
| 6. Oktober  | Atta Kwami                     | ghanaischer Künstler                                                                   | 65    |       |
| 6. Oktober  | George Peterson                | US-amerikanischer Bodybuilder                                                          | 37    |       |
| 6. Oktober  | Hans Pfisterer                 | deutscher Theologe                                                                     | 74    |       |
| 6. Oktober  | Matti Puhakka                  | finnischer Politiker                                                                   | 76    |       |
| 6. Oktober  | Martin J. Sherwin              | US-amerikanischer Historiker                                                           | 84    |       |
| 6. Oktober  | Sheldon Leslie Stone           | US-amerikanischer Physiker                                                             | 75    |       |
| 6. Oktober  | James Tatum                    | US-amerikanischer Jazzpianist und Hochschullehrer                                      | 90    |       |
| 5. Oktober  | Rainer Baumann                 | deutscher Fußballspieler                                                               | 91    |       |
| 5. Oktober  | Friedel Bolle                  | deutscher Wirtschaftswissenschaftler                                                   | 74    |       |
| 5. Oktober  | Pat Fish                       | britischer Musiker                                                                     | 63    |       |
| 5. Oktober  | Peter Flaschel                 | deutscher Wirtschaftswissenschaftler                                                   | 78    |       |
| 5. Oktober  | Jürgen Goslar                  | deutscher Schauspieler, Regisseur, Synchronsprecher und Maler                          | 94    |       |
| 5. Oktober  | Jürgen Grzesik                 | deutscher Pädagoge und Autor                                                           | 92    |       |
| 5. Oktober  | Ilse Günther-Mayer             | Schweizer Fotoreporterin und Pressefotografin                                          | ≈87   |       |
| 5. Oktober  | Wolfgang Harms                 | deutscher Germanist                                                                    | 85    |       |
| 5. Oktober  | Robert Hosp                    | Schweizer Fussballspieler                                                              | 81    |       |
| 5. Oktober  | Lloyd McNeill                  | US-amerikanischer Jazzflötist und Bildender Künstler                                   | 86    |       |
| 5. Oktober  | Josef Jitzchak Paritzky        | israelischer Politiker                                                                 | 66    |       |
| 5. Oktober  | Francisca Celsa dos Santos     | brasilianische Altersrekordlerin                                                       | 116   |       |
| 5. Oktober  | Manfred Hermann Schmid         | deutscher Musikwissenschaftler                                                         | 74    |       |
| 5. Oktober  | Konrad Philipp Schuba          | deutscher Organist                                                                     | 92    |       |
| 5. Oktober  | Jerry Shipp                    | US-amerikanischer Basketballspieler                                                    | 86    |       |
| 5. Oktober  | Zoran Stanković                | serbischer Arzt und Politiker                                                          | 66    |       |
| 5. Oktober  | Jules Théobald                 | französischer Altersrekordler                                                          | 112   |       |
| 5. Oktober  | Juozas Žemaitis                | litauischer Bischof                                                                    | 95    |       |
| 4. Oktober  | Juan Antonio Borrego           | kubanischer Journalist und Politiker                                                   | 52    |       |
| 4. Oktober  | Sergei Danilin                 | sowjetischer Rennrodler                                                                | 61    |       |
| 4. Oktober  | Franz-Josef Große-Ruyken       | deutscher Mediziner                                                                    | 92    |       |
| 4. Oktober  | Willy Haeberli                 | schweizerisch-US-amerikanischer experimenteller Kernphysiker                           | 96    |       |
| 4. Oktober  | Gunther Holtorf                | deutscher Weltreisender                                                                | 84    |       |
| 4. Oktober  | Alan Kalter                    | US-amerikanischer Fernsehansager                                                       | 78    |       |
| 4. Oktober  | Liisa Koppel                   | estnische Schauspielerin                                                               | 18    |       |
| 4. Oktober  | Philippe Levillain             | französischer Historiker                                                               | 80    |       |
| 4. Oktober  | Zbigniew Pacelt                | polnischer Schwimmer und Politiker                                                     | 70    |       |
| 4. Oktober  | Budge Patty                    | US-amerikanischer Tennisspieler                                                        | 97    |       |
| 4. Oktober  | Walerij Pidluschnyj            | sowjetischer Leichtathlet                                                              | 69    |       |
| 4. Oktober  | Sabás Ponce                    | mexikanischer Fußballspieler                                                           | 84    |       |
| 4. Oktober  | Basyl Schaqypow                | kasachischer Politiker                                                                 | 56    |       |
| 4. Oktober  | David Schönauer                | Schweizer Artist                                                                       | 65    |       |
| 4. Oktober  | John Ashton Thomas             | britischer Komponist und Orchestrator                                                  | 60    |       |
| 4. Oktober  | Justin Thornton                | britischer Mixed-Martial-Arts-Kämpfer                                                  | 38    |       |
| 4. Oktober  | Ludvík Václavek                | tschechischer Germanist                                                                | 90    |       |
| 4. Oktober  | Miriam Valdés                  | kubanische Pianistin und Musikpädagogin                                                | ?     |       |
| 3. Oktober  | Todd Akin                      | US-amerikanischer Politiker                                                            | 74    |       |
| 3. Oktober  | Siegfried Borchardt            | deutscher Neonazi                                                                      | 67    |       |
| 3. Oktober  | Cynthia Harris                 | US-amerikanische Schauspielerin                                                        | 87    |       |
| 3. Oktober  | Neil Hawryliw                  | kanadischer Eishockeyspieler                                                           | 65    |       |
| 3. Oktober  | Ruedi Lais                     | Schweizer Politiker                                                                    | 67    |       |
| 3. Oktober  | José Luis Lamadrid             | mexikanischer Fußballspieler                                                           | 91    |       |
| 3. Oktober  | Jorge Arturo Medina Estévez    | chilenischer Kardinal                                                                  | 94    |       |
| 3. Oktober  | Detlef Nakath                  | deutscher Historiker                                                                   | 71    |       |
| 3. Oktober  | Tomas Norström                 | schwedischer Schauspieler                                                              | 65    |       |
| 3. Oktober  | Dan Petrescu                   | deutsch-rumänischer Unternehmer                                                        | 68    |       |
| 3. Oktober  | Marc Pilcher                   | britischer Stylist                                                                     | 53    |       |
| 3. Oktober  | Christopher Plass              | deutscher Rundfunkjournalist                                                           | 63    |       |
| 3. Oktober  | Alexander Ritter               | deutscher Germanist und Literaturwissenschaftler                                       | 82    |       |
| 3. Oktober  | Marta Rojas                    | kubanische Schriftstellerin und Journalistin                                           | 93    |       |
| 3. Oktober  | Wolfgang Strohband             | deutscher Radsportmanager                                                              | 83    |       |
| 3. Oktober  | Bernard Tapie                  | französischer Unternehmer, Politiker und Schauspieler                                  | 78    |       |
| 3. Oktober  | Lars Vilks                     | schwedischer Künstler                                                                  | 75    |       |
| 3. Oktober  | Jim Widner                     | US-amerikanischer Jazzmusiker                                                          | 75    |       |
| 2. Oktober  | Anthony Downs                  | US-amerikanischer Politikwissenschaftler und Ökonom                                    | 90    |       |
| 2. Oktober  | Bernhard Gmelin                | deutscher Violoncellist                                                                | 83    |       |
| 2. Oktober  | Michael Krautzberger           | deutscher Jurist                                                                       | 78    |       |
| 2. Oktober  | Ladislaus Löb                  | Schweizer Germanist und Holocaust-Überlebender                                         | 88    |       |
| 2. Oktober  | Mortimer Mishkin               | US-amerikanischer Neuropsychologe                                                      | 94    |       |
| 2. Oktober  | Kurt Neumann                   | deutscher Politiker                                                                    | 76    |       |
| 2. Oktober  | Ioannis Paleokrassas           | griechischer Politiker                                                                 | 87    |       |
| 2. Oktober  | Boris Paraschkewow             | bulgarischer Germanist und Übersetzer                                                  | 83    |       |
| 2. Oktober  | John Rossall                   | britischer Musiker                                                                     | 75    |       |
| 2. Oktober  | Johannes K. Rücker             | deutscher Erwachsenenbildner                                                           | 72    |       |
| 2. Oktober  | Herwig Schirmer                | deutscher Jurist und Beamter                                                           | 82    |       |
| 2. Oktober  | Ruedi Schmid                   | Schweizer Bildhauer und Maler                                                          | 90    |       |
| 2. Oktober  | Herta Staal                    | österreichische Schauspielerin                                                         | 91    |       |
| 2. Oktober  | Franciszek Surmiński           | polnischer Radrennfahrer                                                               | 75    |       |
| 2. Oktober  | Sebastião Tapajós              | brasilianischer Gitarrist und Komponist                                                | 78    |       |
| 2. Oktober  | Friedrich-Wilhelm Tebbe        | deutscher Chorleiter und Dirigent                                                      | 76    |       |
| 2. Oktober  | Roy Thompson                   | jamaikanischer Polizeibeamter                                                          | 88    |       |
| 2. Oktober  | John Wes Townley               | US-amerikanischer Automobilrennfahrer                                                  | 31    |       |
| 1. Oktober  | Oğuzhan Asiltürk               | türkischer Politiker                                                                   | 86    |       |
| 1. Oktober  | Raymond Gniewek                | US-amerikanischer Geiger                                                               | 89    |       |
| 1. Oktober  | Erwin J. Haeberle              | deutscher Sexualwissenschaftler                                                        | 85    |       |
| 1. Oktober  | Freddie Hill                   | englischer Fußballspieler                                                              | 81    |       |
| 1. Oktober  | Alfredo Jadresic               | chilenischer Leichtathlet und Endokrinologe                                            | 96    |       |
| 1. Oktober  | Werner Janssen                 | deutscher Rechtsmediziner und Pathologe                                                | 97    |       |
| 1. Oktober  | Vytautas Kolesnikovas          | litauischer Maler und Politiker                                                        | 72    |       |
| 1. Oktober  | Horst Kruse                    | deutscher Ingenieurwissenschaftler                                                     | 89    |       |
| 1. Oktober  | Christine MacLean              | britische Kunstmanagerin                                                               | ≈69   |       |
| 1. Oktober  | Bob Mendes                     | belgischer Schriftsteller                                                              | 93    |       |
| 1. Oktober  | Eberhard Panitz                | deutscher Schriftsteller, Drehbuchautor, Lektor und Publizist                          | 89    |       |
| 1. Oktober  | Axel Thieme                    | deutscher Künstler und Galerist                                                        | 71    |       |
| 1. Oktober  | Herbert Wiedemann              | deutscher Jurist                                                                       | 88    |       |

### Datum unbekannt
| Tag                                | Name                 | Beruf, bekannt als                                             | Alter | Beleg |
| ---------------------------------- | -------------------- | -------------------------------------------------------------- | ----- | ----- |
| Tod bekannt gegeben am 31. Oktober | Fayek ’Adly ’Azb     | ägyptischer Boxer                                              | 63    |       |
| Tod bekannt gegeben am 30. Oktober | Wjatscheslaw Chrynin | sowjetischer Basketballspieler                                 | 84    |       |
| Tod bekannt gegeben am 27. Oktober | Jaber al Mahjoub     | tunesisch-französischer Maler und Künstler                     | 83    |       |
| Tod bekannt gegeben am 26. Oktober | Uri Rubin            | israelischer Islamwissenschaftler und Hochschullehrer          | ≈77   |       |
| Tod bekannt gegeben am 25. Oktober | Zoran Jašić          | kroatischer Wirtschaftswissenschaftler, Diplomat und Politiker | 82    |       |
| tot aufgefunden am 22. Oktober     | Bernard von Bredow   | deutscher Archäologe                                           | 62    |       |
| Tod bekannt gegeben am 20. Oktober | Horst-Dieter Bolz    | deutscher Trompeter und Hochschullehrer                        | 85    |       |
| Tod bekannt gegeben am 20. Oktober | Max Volpert          | israelischer Holocaust-Überlebender und Zeitzeuge              | 90    |       |
| Tod bekannt gegeben am 16. Oktober | Bıra Çorak           | kurdischer Genozidüberlebender und Zeitzeuge                   | 100   |       |
| Tod bekannt gegeben am 14. Oktober | Claude Mouton        | französischer Jazz-Bassist                                     | ≈60   |       |
| tot aufgefunden am 13. Oktober     | Agnes Jebet Tirop    | kenianische Leichtathletin                                     | 25    |       |
| Tod bekannt gegeben am 10. Oktober | Ljubo Bavcon         | jugoslawischer bzw. slowenischer Rechtswissenschaftler         | 97    |       |
| Tod bekannt gegeben am 8. Oktober  | Jup Weber            | luxemburgischer Politiker                                      | 71    |       |
| Tod bekannt gegeben am 6. Oktober  | Patrick Horgan       | britisch-US-amerikanischer Schauspieler                        | 92    |       |
| Tod bekannt gegeben am 6. Oktober  | Luisa Mattioli       | italienische Schauspielerin                                    | 85    |       |
| Tod bekannt gegeben am 5. Oktober  | Sjarhej Alaj         | belarussischer Hammerwerfer                                    | 57    |       |
| tot aufgefunden am 5. Oktober      | Nikos Tsoumanis      | griechischer Fußballspieler                                    | 31    |       |